# Cnemaspis roticanai
Cnemaspis roticanai es una especie de gecos de la familia Gekkonidae.

## Distribución geográfica yhábitat
Es endémica de los montanos del archipiélago Langkawi (Malasia Peninsular). Su rango altitudinal oscila alrededor de 743 m s. n. m..